# Mohamed Khalil Jendoubi
Mohamed Khalil Jendoubi (* 1. Juni 2002 in Tebourba) ist ein tunesischer Taekwondoin. Er startet in der Gewichtsklasse bis 63 Kilogramm.

## Erfolge
Mohamed Khalil Jendoubi gewann bei den Olympischen Jugend-Sommerspielen 2018 die Bronzemedaille in der Klasse bis 58 kg.
Bei den Senioren nahm er 2019 an Weltmeisterschaften teil und siegte bei den Afrikaspielen in Rabat in der Klasse bis 54 kg. 2021 konnte Jendoubi bei den Olympischen Spielen in Tokio Silber in der Klasse bis 58 kg gewinnen und wurde zudem in selbiger in Dakar Afrikameister. 2022 gewann er in Guadalajara bei den Weltmeisterschaften die Bronzemedaille. In der Klasse bis 63 kg gelang ihm in Accra bei den 2024 ausgetragenen Afrikaspielen ein weiterer Gewinn einer Goldmedaille.
Im selben Jahr sicherte er sich bei den Olympischen Spielen in Paris in der Klasse bis 58 kg die Bronzemedaille.